# Asker Fotball
L'Asker Fotball è una squadra di calcio norvegese, sezione calcistica dell'Asker Skiklubb, società polisportiva con sede nella città di Asker. Milita nella 3. divisjon, quarta divisione del campionato norvegese.

## Storia

### Squadra maschile
L'Asker milita, per il campionato 2012, nella Fair Play Ligaen. Questo per via della retrocessione dall'Adeccoligaen dell'anno precedente. Il miglior risultato della storia della squadra è il secondo posto nella Coppa di Norvegia 1951.

### Squadra femminile
La divisione femminile del club è stata uno dei club di maggiore successo della storia del calcio norvegese, con 6 campionati vinti e 5 coppe nazionali. A causa di alcune difficoltà economiche, precedenti all'inizio del campionato 2009, la squadra decise di fondersi nello Stabæk. La federazione calcistica norvegese, la Norges Fotballforbund, decise di concedere il posto nella Toppserien dello Asker allo Stabæk.
La squadra acquistò notorietà nel 1998, quando vinse tutti gli incontri di campionato. Anche alla squadra maschile successe una cosa simile nel 2005, con il club militante però nella 2. divisjon.

## Rosa 2012
| N. |                        | Ruolo | Calciatore                |
| -- | ---------------------- | ----- | ------------------------- |
| 1  | Norvegia (bandiera)    | P     | Fredrik Purser            |
| 3  | Norvegia (bandiera)    | D     | Marcus Ursin Ingebrigtsen |
| 5  | Norvegia (bandiera)    | D     | Ulrik Arneberg            |
| 6  | Norvegia (bandiera)    | C     | Petter Linstad            |
| 7  | Islanda (bandiera)     | A     | Atli Heimisson            |
| 8  | Norvegia (bandiera)    | C     | Anders Nedrebø            |
| 9  | Afghanistan (bandiera) | C     | Bilal Arzou               |
| 10 | Norvegia (bandiera)    | A     | Armin Sistek              |
| 11 | Inghilterra (bandiera) | A     | Christopher Joyce         |
| 14 | Norvegia (bandiera)    | C     | Håkon Solvang             |
| 16 | Norvegia (bandiera)    | D     | Robin Hellman             |
| 17 | Norvegia (bandiera)    | A     | Jan Tømmernes             |

| N. |                     | Ruolo | Calciatore           |
| -- | ------------------- | ----- | -------------------- |
| 18 | Norvegia (bandiera) | C     | Mads Eskedal Lyngen  |
| 19 | Norvegia (bandiera) | C     | Vajeba Sakor         |
| 20 | Norvegia (bandiera) | C     | Stian Solberg        |
| 21 | Norvegia (bandiera) | C     | Kristoffer Tollås    |
| 22 | Norvegia (bandiera) | D     | Espen Røisland       |
| 23 | Norvegia (bandiera) | C     | Tor-Christian Bækken |
| 24 | Norvegia (bandiera) | D     | Jørgen Hoel Sandberg |
| 25 | Norvegia (bandiera) | C     | Mads Nilsson         |
| 27 | Norvegia (bandiera) | P     | Lars Cramer          |
| 28 | Norvegia (bandiera) | P     | Sebastian Røine      |
| 88 | Norvegia (bandiera) | C     | Stian Rasch          |

## Calciatori
- Paweł Holc 2005-2007

## Rose delle stagioni precedenti
- 2011

## Palmarès

### Competizioni nazionali
- 2. divisjon: 1

2010 (gruppo 1)
- 3. divisjon: 2

2015 (gruppo 2), 2024 (gruppo 3)

### Altri piazzamenti
- Coppa di Norvegia:

Finalista: 1951
Semifinalista: 1953, 1955, 1956
- 2. divisjon:

Secondo posto: 2007 (gruppo 2), 2013 (gruppo 1), 2020 (gruppo 2)
Terzo posto: 2009 (gruppo 4), 2017 (gruppo 1)
- 3. divisjon:

Terzo posto: 2019